# Vinaigre de cidre

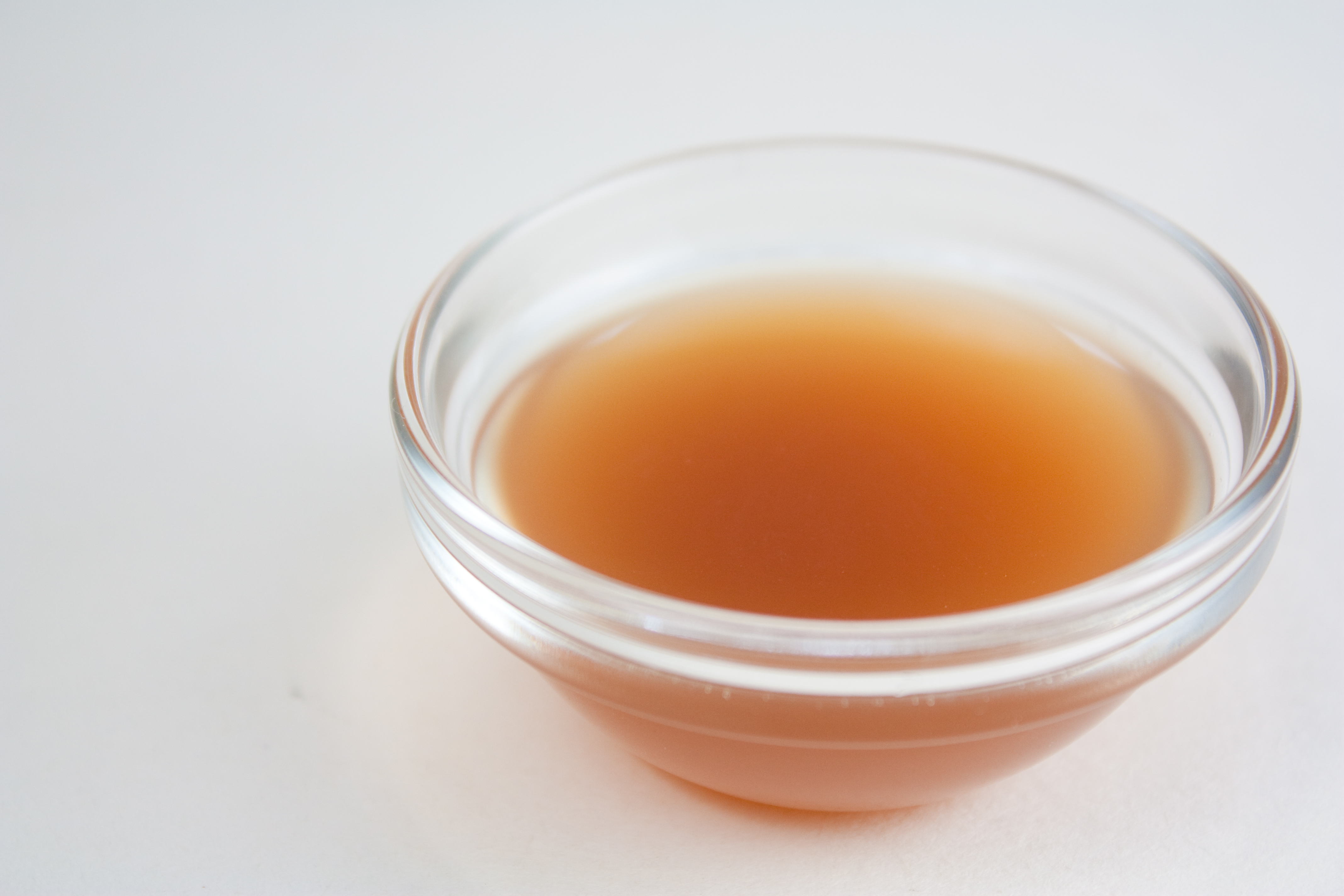
Vinaigre de cidre.

Le vinaigre de cidre est un vinaigre fabriqué à partir de jus de pomme fermenté, et peut être utilisé de différentes manières : s'il est connu pour son utilisation à des fins culinaires (sauces, marinades, chutneys…), il est aujourd'hui très vanté pour plusieurs effets favorables sur la santé, sans toujours beaucoup de preuves scientifiques à l'appui. 

## Fabrication
Pour le produire, des pommes sont écrasées pour en extraire le jus, puis des bactéries et un ferment sont ajoutés au liquide pour lancer le processus de fermentation alcoolique, qui transforme le sucre en alcool ; puis l'alcool est transformé en vinaigre par des bactéries productrices d'acide acétique du genre Acetobacter. Le goût particulier de ce vinaigre provient de l'acide malique, s'harmonisant avec celui de l'acide acétique. 

## Composition et nutriments
Le vinaigre de cidre comporte en moyenne 94 % d'eau, le reste étant composé de sucres et hydrates de carbone, et de sels minéraux dont en premier lieu du manganèse (2,5 mg/litre). Il ne comporte ni lipides, ni protéines, ni vitamines. Sa teneur énergétique est de 220 calories par litre.

## Histoire
Traditionnellement fabriqué en France dans les régions productrices de cidre, et avec une teneur en acide acétique inférieure de 40 % à celle du vinaigre de vin, c'était un produit bon marché, qui donnait lieu à exportation à Dunkerque et revenait en France sous la forme de conserves de cornichons au vinaigre et de plantes conservées ainsi dans ce  vinaigre bon marché.

## Propriétés
Comme tous les vinaigres, le vinaigre de cidre est reconnu pour son effet antibactérien : les acides organiques du vinaigre, et principalement l'acide acétique provoqué par la fermentation du vinaigre passent dans les membranes cellulaires des micro-organismes, entraînant la destruction des cellules bactériennes.
C'est la raison pour laquelle il peut être utilisé pour la conservation de fruits et légumes au vinaigre. Toutefois, il perd plus vite ses propriétés que le vinaigre de vin.

## Allégations concernant la santé
Depuis quelques dizaines d'années, de nombreuses allégations concernant la santé circulent sur Internet concernant les prétendues vertus miraculeuses du vinaigre de cidre. 
L'acide acétique contenu dans le vinaigre pourrait empêcher la digestion complète des glucides complexes, soit en accélérant la vidange gastrique, soit en augmentant l'absorption du glucose par les tissus.  D'après une étude, des repas accompagnés d'une prise de 20 g de vinaigre ont montré une baisse faible à modérée du taux de glucose dans le sang,. En cas de diabète de type 1, il pourrait y avoir un effet indésirable, le ralentissement du bol alimentaire entre estomac et intestin rendant difficile la régulation du taux de glycémie.
En ce qui concerne la perte de poids, une étude sur un nombre limité de personnes, soumises à une restriction calorique de 250 calories par jour par rapport à leurs besoins et faisant des exercices physiques a montré un léger avantage lorsque ce régime était accompagné de la prise de 15 ml de vinaigre de cidre par repas (soit près de 5 cl par jour).
Parmi les autres allégations santé sans aucune  preuve, ont pu être avancés la prévention du cancer de l'œsophage (à partir de constatations effectuées sur des Chinois consommant du vinaigre de riz), la suppression de grains de beauté (sans effet sauf à très long terme, mais avec des risques de brûlure de la peau et de cicatrices), la diminution de la tension artérielle (à partir d'expériences faites chez des rats).

## Comprimés de vinaigre
La multiplication des allégations santé s'est accompagnée d'une offre de vinaigre de cidre sous forme de comprimés. À la suite d'effets indésirables signalés sur l'œsophage, une étude s'est attachée à vérifier ces risques, et a au préalable quantifié la teneur en vinaigre de plusieurs comprimés commercialisés sur le marché. Cette analyse a montré des compositions, une teneur en acide et donc un pH très inégaux selon les fabricants, non conformes à l'étiquetage, certains comprimés ne comportant probablement aucun extrait de vinaigre de cidre. 

## Effets indésirables
Le vinaigre s'attaque à l'émail des dents, et devrait être évité pour les soins dentaires,.
En cas d'insuffisance rénale, les reins peuvent avoir des difficultés à éliminer l'excès d'acide ingurgité.